# Rolls-Royce RB211
Rolls-Royce RB211 je družina trigrednih visokoobtočnih turboventilatorskih motorjev. Potisk je od 37400 do 60600 funtov (166 do 270 kN). Motor je bil razvit za pogon trimotornega Lockheed L-1011 TriStar. RB211 je bil prvi trigredni turbofan. Njegov bolj moderni naslednik  	Rolls-Royce Trent je prav tako trigredni. Trigredni motor pomeni tri aksialno nameščene gredi, ki se vrtijo z različnimi hitrostmi. Trigredne motorje so uporabljali tudi v Sovjetski zvezi, medtem ko so jih Američani zelo redko uporabljali. 
Na podlagi tega motorja so razvili tudi industrijsko turbino Industrial RB211 (moč  25,2-32MW) in Marine WR-21 za pogon ladij. WR-21 uporablja tehnologijo Intercooled Recuperated (ICR), kar poveča izkoristek pri manjših močeh.
RB211 motorji veljajo za zelo zanesljive.

## Specifikacije
Družina je razdeljena v tri serije, vse imajo tri gredi:

### RB211-22 serija
- Obtočno razmerje: 5,0
- Enostopenjski ventilator
- 7-stopenjski srednjetlačni kompresor
- 6-stopenjski visokotlačni kompresor
- Obročasta zgorevalna komora z 18 gorilniki
- Enostopenjska visokotlačna turbina
- Enostopenjska srednjetlačna turbina
- 3-stopenjska nizkotlačna turbina

### RB211-524 serija
- Obtočno razmerje: 4,3 - 4,1
- Enostopenjski ventilator
- 7-stopenjski srednjetlačni kompresor
- 6-stopenjski visokotlačni kompresor
- Obročasta zgorevalna komora z 18 gorilniki (24 na G/H-T)
- Enostopenjska visokotlačna turbina
- Enostopenjska srednjetlačna turbina
- 3-stopenjska nizkotlačna turbina

### RB211-535 serija
- Obtočno razmerje: 4,3 - 4,4
- Enostopenjski ventilator
- 6-stopenjski srednjetlačni kompresor
- 6-stopenjski visokotlačni kompresor
- Obročasta zgorevalna komora z 18 gorilniki (24 na poznejših verzijah E4)
- Enostopenjska visokotlačna turbina
- Enostopenjska srednjetlačna turbina
- 3-stopenjska nizkotlačna turbina

## Različice
| Motor         | Statični potisk     | Teža                | Dolžina (in) | Premer ventilatorja | Vstop v uporabo | Uporaba na                                      |
| ------------- | ------------------- | ------------------- | ------------ | ------------------- | --------------- | ----------------------------------------------- |
| RB211-22B     | 42.000 lbf (190 kN) | 9.195 lb (4.171 kg) | 119,4        | 848 in (21,5 m)     | 1972            | Lockheed L-1011-1, Lockheed L-1011-100          |
| RB211-524B2   | 50.000 lbf (220 kN) | 9.814 lb (4.452 kg) | 119,4        | 84,8 in (2,15 m)    | 1977            | Boeing 747-100, Boeing 747-200, Boeing 747SP    |
| RB211-524B4   | 53.000 lbf (240 kN) | 9.814 lb (4.452 kg) | 122,3        | 85,8 in (2,18 m)    | 1981            | Lockheed L-1011-250, Lockheed L-1011-500        |
| RB211-524C2   | 51.500 lbf (229 kN) | 9.859 lb (4.472 kg) | 119,4        | 84,8 in (2,15 m)    | 1980            | Boeing 747-200, Boeing 747SP                    |
| RB211-524D4   | 53.000 lbf (240 kN) | 9.874 lb (4.479 kg) | 122,3        | 85,8 in (2,18 m)    | 1981            | Boeing 747-200, Boeing 747-300, Boeing 747SP    |
| RB211-524D4-B | 53.000 lbf (240 kN) | 9.874 lb (4.479 kg) | 122,3        | 85,8 in (2,18 m)    | 1981            | Boeing 747-200, Boeing 747-300,                 |
| RB211-524G    | 58.000 lbf (260 kN) | 9.670 lb (4.390 kg) | 125          | 86,3 in (2,19 m)    | 1989            | Boeing 747-400                                  |
| RB211-524H    | 60.600 lbf (270 kN) | 9.670 lb (4.390 kg) | 125          | 86,3 in (2,19 m)    | 1990            | Boeing 747-400, Boeing 767-300                  |
| RB211-524G-T  | 58.000 lbf (260 kN) | 9.470 lb (4.300 kg) | 125          | 86,3 in (2,19 m)    | 1998            | Boeing 747-400, Boeing 747-400F                 |
| RB211-524H-T  | 60.600 lbf (270 kN) | 9.470 lb (4.300 kg) | 125          | 86,3 in (2,19 m)    | 1998            | Boeing 747-400, Boeing 747-400F, Boeing 767-300 |
| RB211-535C    | 37.400 lbf (166 kN) | 7.294 lb (3.309 kg) | 118,5        | 73,2 in (1,86 m)    | 1983            | Boeing 757-200                                  |
| RB211-535E4   | 40.100 lbf (178 kN) | 7.264 lb (3.295 kg) | 117,9        | 74,1 in (1,88 m)    | 1984            | Boeing 757-200, Boeing 757-300, Tupoljev Tu-204 |
| RB211-535E4B  | 43.100 lbf (192 kN) | 7.264 lb (3.295 kg) | 117,9        | 74,1 in (1,88 m)    | 1989            | Boeing 757-200, Boeing 757-300, Tupoljev Tu-204 |